# Charles Le Quintrec
Charles Le Quintrec est un écrivain et poète français, né le 14 mars 1926 à Plescop dans le Morbihan et mort le 14 novembre 2008 à Lorient.

## Biographie
À ses débuts littéraires, il avait pris le pseudonyme Charles-André Girod. C'est Hervé Bazin qui lui fit abandonner.
Critique littéraire à Ouest-France pendant 15 ans, Charles Le Quintrec a écrit de nombreux recueils de poésie et des romans, édités pour la plupart chez Albin Michel.
Il a reçu de nombreuses distinctions et prix littéraires.
Pour Jean-Luc Maxence qui l'inclut dans son Anthologie de la poésie mystique contemporaine, Le Quintrec est un « poète exceptionnel » qui « communique son ineffable expérience chrétienne et l'amour de sa région natale ».
Charles Le Quintrec meurt le 14 novembre 2008 à Lorient. Il est inhumé dans le cimetière de Boismoreau de Vannes.
Ami d'Angèle Vannier, qui lui fera rencontrer Louis Roger pour le film duquel  Vive Eau, il écrira un poème.

## Œuvres
- La lampe au corps, 1948
- Les Temps obscurs (illustrations de Pierre Soulages), René Debresse Éditeur, 1953
- Les Noces de la terre, Grasset, 1957
- Charles Quintrec, Les chemins de Kergrist : roman, Paris, Albin Michel, 1996 (1re éd. 1959) (ISBN 978-2-226-08510-8).
- La Lampe du corps, Albin Michel, 1962
- Le Dieu des chevaux, Albin Michel, 1962
- Le Droit au témoignage, 1963
- Alain Bosquet, Seghers, 1964
- La Maison du Moustoir, Albin Michel, 1964
- Le Mur d'en face, Le Cercle du Nouveau Livre, 1965
- Stances du verbe Amour, Albin Michel, 1966
- Le Chemin noir, Albin Michel, 1968
- Les Grands habits, Subervie, 1968
- Un Buisson d'alléluias, 1969
- La Marche des arbres, Albin Michel, 1970, Grand prix international de poésie
- La Ville en loques, Albin Michel, 1972
- Jeunesse de Dieu, Albin Michel, 1974
- Charles Quintrec, Le château d'amour : roman, Paris, A. Michel, 1977 (ISBN 978-2-226-00449-9).
- Les Grandes heures littéraires de Bretagne, Ouest-France, 1978
- Anthologie de la poésie bretonne 1880-1980, Table ronde, 1980
- Des Matins dans les ronces, Albin Michel, 1980. Prix Saint-Simon 1980
- The Stones of Carnac, Ouest-France, 1981
- Le Village allumé, Éditions Saint-Germain-des-Prés, 1981
- Charles Quintrec, La lumière et l'argile : poésie complète, 1945-1970, Paris, A. Michel, 1981, 271 p. (ISBN 978-2-226-01176-3).
- Charles Quintrec, Le Christ aux orties : roman, Paris, A. Michel, 1982, 269 p. (ISBN 978-2-226-01540-2).
- Charles Quintrec, Le règne et le royaume : poésie complète, 1970-1982, Paris, A. Michel, 1983, 355 p. (ISBN 978-2-226-01917-2).
- Lourdes, Champ Vallon, 1984
- La Bretagne de Charles Le Quintrec, Christine Bonneton éditeur, 1984
- Charles Le Quintrec, Les ombres du jour : journal 1970-1980, Paris, Albin Michel, 1985, 398 p. (ISBN 978-2-226-02320-9).
- Charles Quintrec, Chanticoq : roman, Paris, A. Michel, 1986, 329 p. (ISBN 978-2-226-02644-6), prix Vitet de l’Académie française en 1987.
- Charles Quintrec, François Baron-Renouard : Poète et musicien : préface, Brest, Crédit Mutuel de Bretagne, 1986.
- Charles Quintrec, Les lumières du soir : journal 1980-1985, Paris, A. Michel, 1987 (ISBN 978-2-226-03125-9).
- Bretagne est univers, Ouest-France, 1988
- La Source et le Secret - Poèmes, Albin Michel, 1990
- Belle-Ile en mer, Ed. Maritimes et d'Outre Mer, 1991
- Charles Quintrec, La querelle de Dieu : roman, Paris, Librairie générale française, 1994 (ISBN 978-2-253-13543-2).
- Littérature de Bretagne, Ouest-France, 1992
- Des Enfants de lumière, Albin Michel, 1992 et Liv'Éditions, 1995
- Charles Quintrec, La traversée du lac : roman, Paris, Albin Michel, 1995 (ISBN 978-2-226-07710-3).
- Charles Quintrec, L'espérance de la nuit : journal, 1985-1993, Paris, Albin Michel, 1996, 357 p. (ISBN 978-2-226-08508-5).
- Vents d'étoiles, Liv'Éditions, 1998
- Charles Quintrec, Danses et chants pour Elisane : poèmes, Paris, A. Michel, 1998 (ISBN 978-2-226-09957-0).
- L'Empire des fougères, Albin Michel, 1998 et Le Livre De Poche, 2000
- La Fête bretonne, Ouest-France, 2000
- L'Enfant de Brocéliande, Albin Michel, 2000
- Charles Quintrec, Une enfance bretonne, Paris, Librairie générale française, 2002 (ISBN 978-2-253-15362-7).
- La Saison du bourreau, Albin Michel, 2001
- Un Breton à Paris, Albin Michel, 2002 et Libra Diffusio, 2004
- Charles Quintrec, Demain dès l'aube : journal 1994-2004, Troyes, Cahiers Bleus, Librairie Bleu, 2006 (ISBN 978-2-86352-260-8).
- Charles Quintrec, Terre océane : œuvre poétique, Paris, Albin Michel, 2006, 314 p. (ISBN 978-2-226-17217-4).
- Charles Quintrec, Le pèlerin de Saint-Roch : roman, Paris, Albin Michel, 2004 (ISBN 978-2-226-15112-4).
- Charles Quintrec, Les enfants de Kerfontaine : roman, Paris, Albin Michel, 2007, 280 p. (ISBN 978-2-226-17712-4).

## Récompenses et distinctions
Distinctions
 Chevalier de la Légion d'honneur
 Officier de l'ordre national du Mérite
 Chevalier de l'ordre des Arts et des Lettres
Prix littéraires
- 1958 : Prix Max-Jacob, pour Les Noces de la Terre
- 1971 : Prix Broquette-Gonin, pour l'ensemble de son œuvre poétique
- 1975 : Prix Guillaume-Apollinaire, pour La Jeunesse de Dieu
- 1978 : Grand prix de poésie de l'Académie française, pour l'ensemble de son œuvre
- 1980 : Prix Saint-Simon, pour Des Matins dans les ronces
- 1981 : Grand prix de littérature de la SGDL, pour l’ensemble de son œuvre
- 1987 : Prix Vitet, pour Chanticoq
- 1990 : Bourse Goncourt de la poésie, pour l’ensemble de son œuvre,
- 2005 : Prix Breizh, pour l’ensemble de son œuvre,
- 2007 : Grand Prix catholique de littérature, pour l’ensemble de son œuvre.

## Pour approfondir